# Elizabeth Nihell
Elizabeth Nihell, född 1723, död 1776, var en engelsk barnmorska, polemiker och författare om obstetrik.
Hon utbildades till barnmorska vid Hôtel-Dieu de Paris 1747 och var verksam i London från 1754. Hon är främst känd för sitt motstånd mot att manliga läkare skulle ersätta kvinnliga barnmorskor i förlossningsrummet, en debatt som ägde rum i brittisk press i mitten av 1700-talet. När förlossningsinstrumentet forceps började användas innebar det att (kvinnliga) barnmorskor alltmer konkurrerades ut från förlossningsvården av manliga läkare, eftersom kvinnor inte ansåg kunna använda forceps. Nihell motsatte sig denna utveckling och menade att forceps användes i onödan, kunde åsamka skador som annars hade kunnat undvikas och försvarade patientens rätt att fatta egna beslut. En viktig bakgrund var även hennes försvar av barnmorskan som ett yrke, då hon befarade att yrket skulle utplånas om barnmorskor ersattes av läkare. 

## Verk
- Treatise on the Art of Midwifery. Setting forth various abuses therein, especially as to the practice with instruments: the whole serving to put all rational inquirers in a fair way of very safely forming their own judgment upon the question; which it is best to employ, in cases of pregnancy and lying-in, a man-midwife; or, a midwife, 1760.
- The Danger and Immodesty of the Present too General Custom, 1772.